# Gabonská lidová unie
Gabonská lidová unie (francouzsky Union du Peuple Gabonais, UPG) je politická strana v Gabonu. Byla založena v roce 1989 a až do své smrti v roce 2011 ji vedl Pierre Mamboundou.

## Historie
Pierre Mamboundou oznámil založení Gabonské lidové unie v Paříži 14. července 1989, v době kdy byl Gabon státem jedné strany a byla v něm legální pouze Gabonská demokratická strana. V říjnu téhož roku byli zatčeni tři členové této strany, kteří byli následně obviněni z plánování puče. Následně byl Mamboundou vyhoštěn z Francie. Oficiálně byla strana zaregistrována v roce 1991 a Mamboundou se mohl 2. listopadu 1993 vrátit do vlasti. Jeho kandidatura na prezidenta ve volbách v roce 1993 však byla zamítnuta, což vedlo k nepokojům v Libreville.
V parlamentních volbách v roce 1996 získala strana jeden mandát v Národním shromáždění. V roce 1998 byl za kandidáta strany do nadcházejících voleb nominován Mamboundou. Ve volbách získal podle oficiální výsledků 16,5 % hlasů a umístil se na druhém místě, za vítězem voleb Omarem Bongem. V parlamentní volbách v roce 2001 však svůj mandát v Národním shromáždění strana neobhájila.
V prezidentských volbách v roce 2005 kandidoval za UPG opět Mamboundou a se ziskem 14 % hlasů skončil druhý za Omarem Bongem. V parlamentních volbách v roce 2006 získala strana osm křesel v Národním shromáždění. V předčasných prezidentských volbách v roce 2009, které následovaly po smrti úřadujícího prezidenta Omara Bonga, získal Mamboundou, který opět kandidovat za UPG, 25 % hlasů a obsadil třetí místo.
Po smrti Mamboundoua v říjnu 2011 trpěla strana vnitrostranickým bojem. Ačkoliv většina opozičních stran bojkotovala parlamentní volby konané v prosinci 2011, UPG se voleb zúčastnila, ale v Národním shromáždění ztratila všechna křesla.
Dne 11. září 2015 jmenoval prezident Ali Bongo Ondimba vůdce opozice a jedné z frakcí UPG, Dieudonného Moukagniho Iwangoua, státním ministrem zemědělství ve snaze začlenit do své vlády i opozici, ale Iwangou odmítl tuto funkci přijmout. Vůdce jiné frakce v UPG, Mathieu Mboumba Nziengui, byl do této funkce jmenován 13. září téhož roku místo Iwangoua. Strana Nzienguie okamžitě sesadila z funkce výkonného tajemníka strany.

## Volební výsledky

### Prezidentské volby
| Rok voleb | Stranický kandidát | První kolo | První kolo | Výsledek |
| Rok voleb | Stranický kandidát | Hlasy      | %          | Výsledek |
| --------- | ------------------ | ---------- | ---------- | -------- |
| 1998      | Pierre Mamboundou  | 52 278     | 16,50 %    | nezvolen |
| 2005      | Pierre Mamboundou  | 47 410     | 13,61 %    | nezvolen |
| 2009      | Pierre Mamboundou  | 85 797     | 25,22 %    | nezvolen |